# Kedung Lumbu
Kedung Lumbu is een bestuurslaag in het regentschap Surakarta van de provincie Midden-Java, Indonesië. Kedung Lumbu telt 4507 inwoners (volkstelling 2010).